# Догри (језик)
Догри језик (डोगरी dogrī) је један од језика Индије. Говори га око 2 милиона људи у Џамуу (држава Џаму и Кашмир), као и у Кашмиру и Пенџабу. Раније се сматрало да је догри дијалекат пунџаби језика. Народ који говори овај језик се назива Догра.
Догри језик за писање користи варијанту арапско-персијског писма (такри).